# Derek Poundstone
Derek Poundstoune (28 de septiembre de 1981, Connecticut, Estados Unidos), es un strongman profesional y policía en su estado natal. A la edad de 10 años Derek vivió algún tiempo en España e Italia. Su padre Daniel Poundstone, un soldado de la fuerza aérea retirado, murió el 13 de febrero de 2000 a los 46 años.

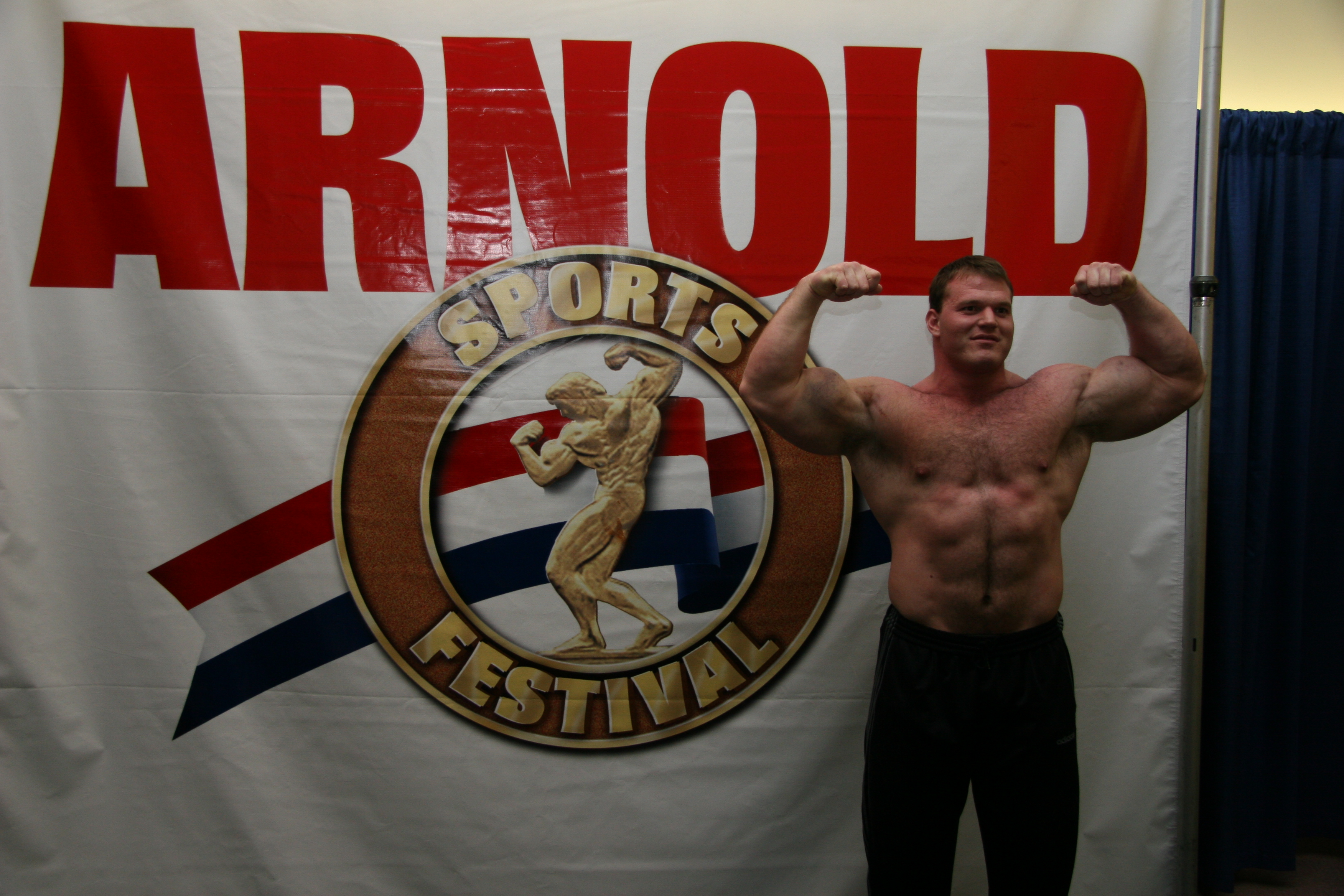
Derek Pondstone.

## Deportes de fuerza
A comienzos de los años 2000 Derek Poundstoune comenzó a competir en levantamiento de potencia (powerlifting) y pronto se convirtió en el campeón del estado de Connecticut. Derek comenzó a competir en strongman luego de leer un anuncio en un torneo de powerlifting. Luego de obtener su tarjeta de la American Strongman Corporation (ASC), Derek estuvo dos años sin competir y entró en la academia de policías para convertirse en oficial.
Volvió a competir el 17 de marzo de 2006 en una competición nacional del día de San Patricio, donde salió 5.º. Pocos meses después salió 2.º en el desafío mundial de strongman de la Federación Internacional del Atletismo de Fuerza (IFSA) celebrado en Oklahoma, donde fue superado por el campeón mundial Žydrūnas Savickas. En esa misma ocasión fue invitado a participar en El hombre más fuerte del mundo IFSA que se celebraba en Islandia. Sin embargo, Derek se lesionó gravemente cuando intentaba superar su récord máximo de peso muerto (367 kg). Lamentablemente no pudo competir en esa ocasión, pero había prometido prepararse al 100% para 2007.
Derek Poundstoune volvió a competir en strongman en el día de San Patricio de 2007, competición que ganó con 13.5 puntos. Siguiendo una línea similar al año anterior, Derek clasificó para la competición de el hombre más fuerte del mundo IFSA 2007 realizada en Corea del Norte, y salió en cuarto lugar, y estuvo a dos puntos de alcanzar a Mikhail Koklyaev, quien salió segundo y a solo uno de Zydrunas Savickas, quien salió tercero. Derek se convirtió el estadounidense con más éxito en la competición de IFSA. Sin embargo, ésa fue su última competición en IFSA, ya que luego se cambió al circuito de la Federación Mundial de la Copa de Atletismo de Fuerza (WSMCF).

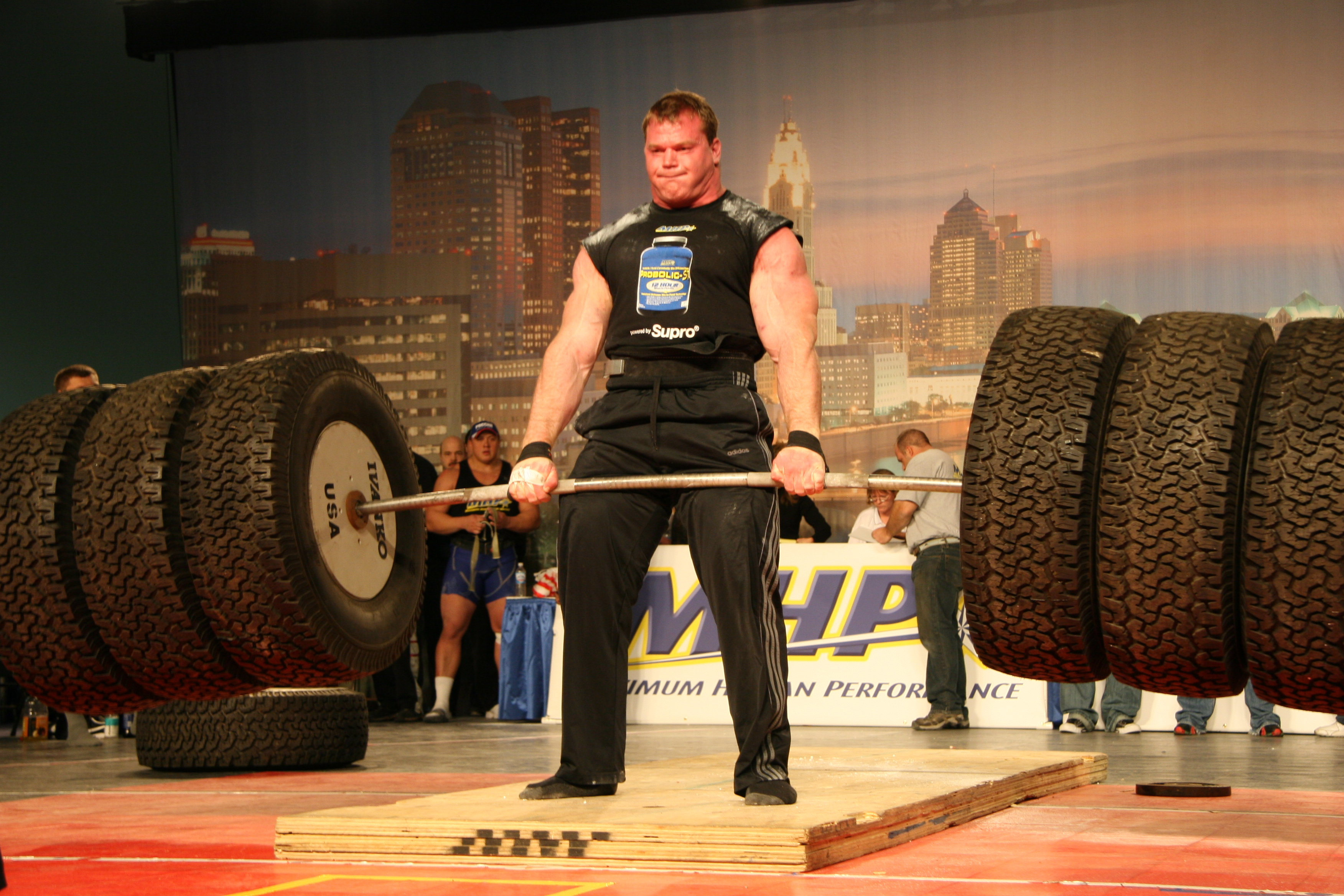
Derek en el levantamiento de peso muerto con ruedas durante el Arnold Strongman Classic.

El 19 de enero de 2008 Derek Poundstone derrotó a nada menos que Mariusz Pudzianowski en el Strongman Super Series celebrado en Mohegan Sun. Poundstone quedó primero, seguido por Pudzianowski (2.º) y Terry Hollands (3.º). Era su primera competición en WSMCF, y en esa ocasión clasificó para competir en el hombre más fuerte del mundo.
Menos de dos meses después Poundstone quedó segundo en la competición de Arnold Strongman Classic, y se convirtió en el hombre más cercano a ganarle al líder de la competición desde 2003, Zydrunas Savickas. El quedar segundo en esta competición y derrotar a atletas como Andrus Murumets y Mikail Kokliaev lo convierte en un gran exponente de la fuerza bruta.
En junio de 2008 Derek participó en el Fortissimus, un decatlón de atletismo de fuerza realizado para elegir al sucesor de Louis Cyr y nombrarlo "el hombre más duro del planeta" (entendiéndose como el hombre con la mayor combinación de fuerza y resistencia. El día 1 [28 de junio] se realizaron los primeros 5 eventos, en los cuales dominó Zydrunas Savickas. Sin embargo Derek se impuso el día 2 (3o de junio) y ganó la competición, convirtiéndose en el primer americano en ganarle a Savickas. En el último evento Derek fue el único de los 13 participantes en cargar una piedra llamada roca de Louis Cyr de 235 kg.
En septiembre de 2008 Poundstone volvió al ataque, esta vez participando por primera vez en el hombre más fuerte del mundo de Met-Rx. Estuvo a punto de ganarle al rey de la competición, el polaco Mariusz Pudzianowski, sin embargo perdió a último momento con las piedras de Atlas.

## Perfil
- Altura - 1,86 m.
- Peso - 142 kg.

## Apariciones en radio y TV
- Derek Poundstoune apareció el 7 de marzo de 2007 en el show de MTV Road Rules (episodio nro. 217 temporada 14).
- Derek fue entrevistado en un documental sobre su camino hacia el hombre más fuerte de América.
- También ha aparecido numerosas veces en programas de radio.

## Récords personales en strongman
- Piedras de Atlas - 252 kg en 42 segundos.
- Levantamiento del tronco - 13 repeticiones con 130 kg.
- Levantamiento de bloque sobre la cabeza - 145 kg (récord mundial).
- Sentadilla con un auto - 12 repeticiones con 360 kg.
- Piedra de Louis Cyr - 235 kg.

## Récords personales en levantamiento de potencia
- Sentadilla - aprox. 385-400 kg.
- Press banca - 197 kg (nov. 2003).
- Peso muerto - 289 kg (jun. 2003), 311 kg (nov. 2003), 367 kg (agos. 2006), 390 kg (oct. 2007), 400 kg (feb. 2008).